# Filme trash
Um filme trash (filme lixo em tradução literal) são filmes que, segundo os críticos de cinema, são caracterizados por baixo orçamento e consequente falta de qualidade técnica..
Os filmes trash devem ser distinguidos dos gêneros exploitation, kitsch e camp. O escritor Tommaso Labranca indica cinco partes que criam o gênero trash: a "liberdade de expressão", o "maximalismo" (ou seja, seguem um padrão, mas sem se incomodar a imita-lo literalmente), a "contaminação", a "incongruência" e a "emulação falha".

## Videografia
- "Tão ruim que é bom" - Cinema trash e filmes B, C e Z., Waldemar Dalenogare[5]